# Aphaenogaster balcanica
Aphaenogaster balcanica é uma espécie de inseto do gênero Aphaenogaster, pertencente à família Formicidae.